# Turno-Osada
Turno-Osada – osada w Polsce położona w województwie lubelskim, w powiecie parczewskim, w gminie Sosnowica. Do 31 grudnia 2024 miejscowość nosiła nazwę Turno.
W latach 1975–1998 miejscowość administracyjnie należała do województwa chełmskiego.
Osada wchodzi w skład sołectwa Turno.
Wierni Kościoła rzymskokatolickiego należą do parafii Trójcy Świętej w Sosnowicy.